# Пенжалиева, Миная Гейзалиевна
Миная Гейзалиевна Пенжалиева (19 ноября 1974; Махачкала, Дагестанская АССР, РСФСР, СССР) — российская эстрадная певица, заслуженная артистка Республики Дагестан (2009), народная артистка Республики Дагестан (2017).

## Биография
Миная Пенжалиева родилась 19 ноября 1974 года в городе Махачкале в семье Пенжалиева Гейзали и Гасановой Умукурсум. С детства занималась музыкой и литературой, училась в музыкальной школе на фортепиано в классе педагога Салаватовой Радии Назирдиновны и занималась под руководством своей мамы декламированием стихов русских и дагестанских классиков. Обучаясь в средней школе, выиграла республиканское Гран-при среди лучших чтецов юношества. Также в 1991 году выиграла Гран-при на вокальном конкурсе Махачкала-91. Родители всегда поддерживали её в стремление стать артисткой. У Минаи есть сестры Пенжалиева Сурая, Китчиева Гульмира и брат Пенжалиев Тимур

## Учёба
Пенжалиева Миная училась в 8-й школе Махачкалы и в музыкальной школе № 5 по фортепиано в классе педагога Салаватовой Радии Назирдиновны. Затем окончила музучилище им Г. Гасанова в 1994 году. В том же году переехала в Москву где начала брать уроки эстрадно-джазового вокала и заниматься актёрским мастерством на подготовительных курсах во ВГИКе (институт кинематографии), также занималась английским языком с американским учителем. В 1998 году поступила в эстрадно-джазовое училище им. Гнесиных (город Москва) на отделение джазового вокала. В 2002 году поступила в Институт современного искусства ИСИ (город Москва), где продолжила заниматься техникой вокала. В 2014 году поступила на режиссёрский факультет театрального института ИТИ (Москва).

## Музыкальная деятельность
После окончания института получила приглашение стать солисткой эстрадно-джазового оркестра в Дагестанской филармонии. С её приходом в оркестре зазвучал английский язык и джазовые стандарты. Миная выступает с сольными программами в сопровождении симфонического оркестра, а также принимает участие в республиканских мероприятиях республики.
В 2009 была награждена званием «Заслуженный артист  Дагестана». В 2015 получила премию имени Сергея Агабабова в области джазового искусства. В 2016 в составе команды выиграла Гран-при в конкурсе-фестивале «С Песней к Победе». В 2017 году было присуждено звание «Народный артист Pеспублики Дагестан».

## Преподавательская деятельность
Пенжалиева Миная работает в Дагестанской государственной филармонии имени Татама Мурадова. Также преподает вокал в Детской школе искусств № 2 г. Махачкалы.

## Родословная
Предки Пенжалиевой Минаи (и по отцу, и по матери) бежали в Российскую империю в 1910-х годах. Их (то есть иранских азербайджанцев) преследовали за участие в антишахской кампании.
Прадедушка по отцу, Али Пенжи-оглы со своей семьёй, на пароме из Ирана приплыл в Махачкалу. Дедушка и отец Минаи родились в Махачкале.
Дедушка по маме — Гасанов Аликпер Али-заде бежал из Тебриза (Иран). Он был аристократом и владел кондитерскими фабриками. Вначале он поселился во Владикавказе, где купил дом, в котором сейчас находится МВД Северной Осетии. В дальнейшем, женившись на кумычке Абдулаевой Джаврият Арсаналиевне из села Аксай, переехал в Хасавюрт. Аликпера Али-заде сослали в ссылку, в 1939 году в Казахстан (город Кустанай) по доносу (анонимное письмо). Многие завидовали его благосостоянию, у него конфисковали все нажитое имущество и приказали в 24 часа покинуть Дагестан. В Кустанае он начал все с нуля, много работал и каждый четверг (священный день у шиитов) носил и помогал продуктами малоимущим семьям. Мама Минаи родилась в Кустанае. Через 22 года они вернулись в Хасавюрт по настоянию бабушки Минаи, которая скучала по Дагестану и где у неё осталась родня. Братья Джаврият ушли на фронт во время Великой Отечественной войны, не вернулись, пропали без вести.